# Municipio de Americus (Dakota del Norte)
El municipio de Americus (en inglés: Americus Township) es un municipio ubicado en el condado de Grand Forks en el estado estadounidense de Dakota del Norte. En el año 2010 tenía una población de 159 habitantes y una densidad poblacional de 1,7 personas por km².

## Geografía
El municipio de Americus se encuentra ubicado en las coordenadas 47°43′22″N 97°2′5″O / 47.72278, -97.03472. Según la Oficina del Censo de los Estados Unidos, el municipio tiene una superficie total de 93.33 km², de la cual 93,25 km² corresponden a tierra firme y (0,08 %) 0,08 km² es agua.

## Demografía
Según el censo de 2010, había 159 personas residiendo en el municipio de Americus. La densidad de población era de 1,7 hab./km². De los 159 habitantes, el municipio de Americus estaba compuesto por el 98,11 % blancos, el 0,63 % eran de otras razas y el 1,26 % eran de una mezcla de razas. Del total de la población el 1,89 % eran hispanos o latinos de cualquier raza.